# Calvin Bricker
Calvin David Bricker, född 3 november 1884 i Ontario, död 22 april 1963 i Saskatchewan, var en kanadensisk friidrottare.
Bricker blev olympisk silvermedaljör i längdhopp vid sommarspelen 1912 i Stockholm.